# Медішору-Маре
Медішору-Маре (рум. Medișoru Mare) — село у повіті Харгіта в Румунії. Входить до складу комуни Шимонешть.
Село розташоване на відстані 228 км на північ від Бухареста, 56 км на захід від М'єркуря-Чука, 121 км на схід від Клуж-Напоки, 88 км на північний захід від Брашова.

## Населення
За даними перепису населення 2002 року у селі проживали 147 осіб, усі — угорці. Усі жителі села рідною мовою назвали угорську.